# ジャコブ・オージー
ジャコブ・オージー（Jacob Ojee、1991年3月7日 - ）は、ケニアのラグビーユニオン選手。

## プロフィール
- ケニア出身。
- ポジションはセンター(CTB)。
- 身長 180cm、体重 82kg
- ケニア代表キャップは18（2021年7月現在）。

## 略歴
2021年、東京五輪の7人制ケニア代表に選ばれた。